# Великомихайлівська сільська територіальна громада
Великомихайлівська сільська громада — територіальна громада в Україні, в Синельниківському районі Дніпропетровської області. Адміністративний центр — село Великомихайлівка.
Площа громади — 271,2 км², населення — 4017 мешканців (2018).
Утворена 9 вересня 2016 року шляхом об'єднання Березівської та Великомихайлівської сільських рад Покровського району.
19 липня 2020 року, в результаті адміністративно-територіальної реформи та ліквідації Покровського району, громада увійшла до складу Синельниківського району.

## Населені пункти
До складу громади входять 16 сіл:
- Березове
- Великомихайлівка
- Вороне
- Запорізьке
- Калинівське
- Лісне
- Маліївка
- Новогеоргіївка
- Новомиколаївка
- Новоселівка
- Орестопіль
- Січневе
- Соснівка
- Степове
- Тернове
- Хороше